# Georg Kerschensteiner
Georg Michael Kerschensteiner (München, 1854. július 29. – München, 1932. január 15.) német pedagógus, és a "munkaiskola" alapítója. Nagyban hozzájárult a modern német népiskolák és szakiskolák fejlődéséhez.

## Életpályája
Elszegényedett kereskedőcsaládból származott. Szülei, Anton és Katharina Kerschensteiner. Hatévesen a müncheni Szentlélek lelkésziskolába járt, 12 évesen gimnáziumi előkészítőbe. A gimnázium befejeztével, megkezdte oktatói tanulmányait. Gyakorlatát egy lechhauseni és egy fortsinnigi iskolában végezte. 1874-ben, Kerschensteiner otthagyta az iskolát és magántanuló lett. Saját lábára állt, megélhetését pedig, magán zenetanárként biztosította. 1877 és 1880 között matematikát és fizikát tanult a müncheni műszaki főiskolán, majd 1880-tól 1883-ig doktori iskolát végzett a Lajos–Miksa Egyetemen (Über die Kriterien für die Singularitäten rationaler Kurven vierter Ordnung).
1883-tól, Kerschensteiner gimnáziumi asszisztensként, matematikát és fizikát tanított a nürnbergi Melanchthon Gimnáziumban. 1885-ben matematikatanárként dolgozott az állami kereskedelmi iskolában, 1890-től matematika-fizika tanár volt Schweinfurtban, 1893-ban pedig Münchenben, a Ludwig Gimnáziumban. 1895-ben beválasztották a Müncheni Iskolatanácsba. 1918-ban visszalépett a tagságtól, ezután tiszteletbeli professzorrá avatták.

## Reformpedagógusként
Az iskolatanácsba való választása után, Kerschensteiner a népiskolák megreformálásával kezdett foglalkozni (pl. iskolakötelezettség 8 éves kortól). 1900-ban – a mai szakiskolák elődjeként – bevezették a munkaiskolát és a „munkatanítást”. Később ezek a munkaiskolák udvarral és műhelyekkel egészültek ki. A munkapedagógia az újra felkarolt, kereskedelemorientált tanítási elv fogalma lett.
Kerschensteiner, alapgondolatait 1901-ben, „A német fiatalság állampolgári nevelése” című tanulmányában fogalmazta meg, mellyel az Erfurt Akadémia versenyének első helyét nyerte el. Az állam „nemesítését” és a fiatalok erkölcsi hanyatlásának megakadályozását, szakmák tanításával, állampolgári és politikai ismeretek oktatásával és egészséges életmódra neveléssel tervezte. S mindezt új szakiskoláiban. Az egységes politikai nevelés újnak számított. Ez az inkább konzervatívnak nevezhető nevelési cél, nagy szorgalmon és feltétlen engedelmességen alapult. Kerschensteiner úgy gondolta, hogy a továbbképző iskolák/szakiskolák alapelvei a társadalmi visszásságok megoldásai lehetnek. Münchenben átformálta az iskolaügyet, s ezzel mind Németországban, mind külföldön sok követőre talált. 1912-től 1919-ig a Haladás Néppárt képviselőjeként vett részt a Reichstagban. Az első világháború idején erősen nacionalista beállítottságú volt. Az 1918-as Novemberi Forradalom alatt sok fenyegetést kapott.
1918-ban a Müncheni Műszaki Egyetem díszdoktorává avatták. 1921-ben, Oskar von Miller, múzeumigazgató mellett Kerschensteiner is helyet kapott a müncheni Deutsches Museum vezetőségében. Sok iskolai közmunkát múzeumlátogatással kötött össze, és ezzel a módszerrel az egyike volt a mai modern múzeumpedagógia megalapítóinak.

## Céljai
Kerschensteiner szerint a gyermekeknél a tanulni akarást kell elérni, véleménynyilvánításra és önállóságra kell őket ösztönözni a passzív „megtanítás” helyett. A spontaneitás és a cselekvőkészség szerves része kell, hogy legyen a pedagógiai munkának. Kerschensteiner, az életkorhoz igazított fizika és kémia tanítás mellett, fa és fém műhelyeket, tanulókonyhákat és eszközöket biztosított a szakiskolákban.
Az iskolai teljesítmény értékelésénél minden tanulót önvizsgálatra, saját maga értékelésére biztatott. A szakmák elsajátítása mellett, fontos célja volt a gyermekek személyiségének formálása, azok tudatos állampolgárrá nevelése.

## Emlékezete
- A Deutsches Museumban berendezett kutató részleget, ahol szemináriumokat és továbbképzéseket is tartanak, az ő tiszteletére, Kerschensteiner Kollégiumnak nevezték el.
- A Német Fizikus Társaság évente adja át a Kerschensteiner ösztöndíjat egy-egy kiemelkedő fizikatanárnak.
- München városa 1995 óta tünteti ki Kerschensteiner medállal azokat a személyeket, akik a pedagógia területén érnek el sikereket.
- Először Bécsben, majd Mainzban, Aschaffenburgban, Germeringben, Lübeckben neveztek el róla. Troisdorfban 2010 óta egy szakkollégium neveztek el róla.

## Tanulmányai
- Die staatsbürgerliche Erziehung der deutschen Jugend, 1901 (10 und mehrfach veränderte Auflagen bis 1931)
- Grundfragen der Schulorganisation, 1907
- Begriff der Arbeitsschule. 1912; Wissenschaftliche Buchgesellschaft, Darmstadt, 2002, ISBN 3-534-15195-X
- Charakterbegriff und Charaktererziehung, 1912
- Wesen und Wert des naturwissenschaftlichen Unterrichts, 1914
- Das Grundaxiom des Bildungsprozesses und seine Folgerungen für die Schulorganisation, 1917; Dieck, Heinsberg 1999, ISBN 3-88852-406-7
- Die Seele des Erziehers und das Problem der Lehrerbildung, 1921
- Autorität und Freiheit als Bildungsgrundsätze, 1924
- Theorie der Bildung, 1926
- Pädagogik der Gegenwart in Selbstdarstellung 1., 1926
- Texte zum pädagogischen Begriff der Arbeit und zur Arbeitsschule. Schöningh, Paderborn, 1982

## Magyarul
- A munkaiskola fogalma; ford., tan. Bódi Ferenc; Tankönyvkiadó, Bp., 1972 (Neveléstörténeti könyvtár)
- Georg Kerschensteiner–Robert Seidel: A jövő iskolája a munkaiskola; ford. Szilágyi Pál, utószó Zibolen Endre; Tankönyvkiadó, Bp., 1979 (Pedagógiai források)